# Zlata Filipović
Zlata Filipović (Sarajevo, 3. prosinca 1980.) - bosanskohercegovačka književnica hrvatskog porijekla. Poznata je po Zlatinom dnevniku, autobiografskoj knjizi koju je napisala. Dnevnik, kojem se obraćala s Mimi, pisala je od rujna 1991. do listopada 1993., tijekom rata u Bosni i Hercegovini. Knjiga je prevedena je na preko dvadeset jezika.

## Životopis
Zlata je rođena 3. prosinca 1980. u Sarajevu. Njen otac je bio odvjetnik, a majka kemičarka. Pisala je i prije opsade Sarajeva, koja je počela 5. travnja 1992. Zlata se prisjeća kako sarajevske škole, pogođene ratom, nisu radile, a njeni roditelji nisu išli na posao redovno. Iz Sarajeva nisu mogli otići, jer muškarcima nije bilo dozvoljeno napuštanje grada, a razdvajanje nije bilo mogućnost. Pola godine poslije početka rata, Zlata je dobila bilježnicu, koja joj se vrlo svidjela. Inspirirana Dnevnicima Ane Frank i Adriana Molea, kao i time što su njene prijateljice također pisale, započinje svoj dnevnik.

## Zlatin dnevnik
Reporterka Janine Di Giovanni, koja je Zlatu srela 1993. i napisala predgovor za knjigu, opisala je Zlatu kao Annu Frank Sarajeva, jer Zlatin dnevnik, kao i Dnevnik Anne Frank, opisuje doživljaje strahota rata prožete dječjom čednošću. Također je dodala da je dodatna sličnost i to što su oba sukoba djelomično motivirana rasizmom i etničkim razlikama.
Male sarajevske novine su knjigu 1993. neslužbeno izdale pod nazivom Zlatin dnevnik kao poklon čitateljima. Zlata je tako postala poznata u Sarajevu, pa su je i novinari stranih novinskih agencija intervjuirali. U prosincu 1993., Zlatina obitelj od agencije Ujedinjenih naroda dobiva ponudu napustiti Sarajevo i otići u Pariz. Tu ponudu su i prihvatili, a dnevnik je 1994. službeno objevljen na engleskom pod nazivom Zlatin dnevnik: Život djeteta u Sarajevu (engleski: Zlata's Diary: A Child's Life in Sarajevo). Knjigu je prevela Kristina Pribićević-Zorić, a objavila britanska izdavačka kuća Penguin Books.
Nakon tri godine u Parizu, Filipovići su preselili u Dublin, gde je Zlata studirala na Trinity Collegeu, a kasnije i na Oxfordu, gdje je 2001. postala prvostupnica humanističkih znanosti. I dalje živi u Dublinu, gdje radi kao filmska producentica i osmišlja dokumentarce. Sudjelovala je u pisanju drugih knjiga u vezi s ratom u Bosni i Hercegovini, a dobila je i Posebnu nagradu „Dijete hrabrosti“ od Centra Simona Wiesenthala.